# Fabian zu Dohna-Schlodien
Fabian Graf und Burggraf zu Dohna-Schlodien (* 5. August 1802 in Mallmitz; † 4. Mai 1871 in Kunzendorf in Schlesien) war ein deutscher Verwaltungsbeamter und Gutsbesitzer.

## Leben

### Herkunft
Fabian zu Dohna entstammte einem in Schlesien begüterten Ast der ostpreußischen Adelsfamilie Dohna-Schlodien. Er war Sohn des Landschaftsdirektor Fabian Graf von Dohna-Schlodien auf Mallmitz (1777–1839) und dessen erster Ehefrau Amalie, geborene Gräfin von Kospoth (1780–1834). Alfred zu Dohna-Mallmitz, Mitglied des Preußischen Herrenhauses, war sein Halbbruder, sein Halbbruder Emil (1805–1877) war preußischer Generalleutnant.

### Werdegang
Fabian zu Dohna studierte an der Ruprecht-Karls-Universität Heidelberg. 1822 wurde er Mitglied des Corps Saxo-Borussia Heidelberg. Nach dem Studium trat er in den preußischen Staatsdienst ein. Von 1847 bis 1863 war er Landrat des Kreises Sagan. Er war Besitzer der Güter Nieder-Küpper und Kunzendorf im Kreis Sagan.

### Familie
Er war verheiratet mit Marie Wilson von Steinach (1805–1893), Tochter des Louis de Rohan-Guéméné, Herzog von Montbazon und Bouillon, und der Pauline von Sagan. Das Paar hatte mehrere Kinder:
- Viktor Johann Paul Karl Fabian (1830–1836)
- Paul Otto Gustav Friedrich Albert Fabian (1832–1900)
- Dorothea (1836–1897) ⚭ 1863 Oskar von Diebitsch (1823–1906), preußischer Generalmajor
- Marie Johanne Charlotte (1838–1924)

## Auszeichnungen
- Ernennung zum Geheimen Regierungsrat[1]